# Ферапонтов, Владимир Петрович (актёр)
Влади́мир Петро́вич Ферапо́нтов (7 января 1933, Мельница, Восточно-Сибирский край — 19 апреля 2008, Москва) — советский и российский актёр театра и кино, актёр озвучивания. Заслуженный артист Российской Федерации (1992).

## Биография
Родился 7 января 1933 года в селе Мельница Нижнеудинского района Иркутской области. Позднее семья переехала в подмосковную Ивантеевку. Отец, Пётр Михайлович, был военнослужащим, участвовал в Советско-финляндской и Великой Отечественной войнах. После увольнения из Вооружённых Сил был секретарём партийной организации Ивантеевской трикотажной фабрики. Мать, Анна Дмитриевна, работала ткачихой на той же фабрике. У них родилось трое сыновей, из которых Володя был старшим. Средний, Вячеслав, не окончив училище им. Н. Э. Баумана, работал в Академии наук СССР. Младший, Александр, стал научным работником, жил и работал в Зеленограде. По стечению обстоятельств все трое братьев ушли из жизни в 2008 году: 1 января умер Александр, 19 апреля — Владимир, а 17 мая — Вячеслав.
В школе занимался в театральном кружке. Окончив школу, подал документы в Щепкинское училище, где ему предложили пройти экзамены сразу со второго тура, а затем он был принят на курс Марии Осиповны Кнебель.
В 1956 году окончил училище и поступил в Московский музыкально-драматический театр «Ромэн», где проработал шесть лет. Также начал сниматься в кино. В 1962 году был принят в Театр-студию киноактёра, сыграл во многих постановках этого театра. Занимался концертной деятельностью, ездил по стране с программой «Мы из кино». Был участником популярной в 1980-е годы телепрограммы «Весёлые ребята». В Театре киноактёра служил до 1993 года.
Параллельно театру и кино работал актёром озвучивания и дубляжа («Весёлые мелодии», «Леди и Бродяга», «Бэтмен», «Губка Боб Квадратные Штаны» и многие другие). Снимался в серии реклам «Любимый сад».
Член Союза кинематографистов СССР (Москва).
Скончался 19 апреля 2008 года на 76-м году жизни в  Москве, похоронен на Введенском кладбище, участок № 7.

### Семья
Со своей будущей супругой Владимир Ферапонтов познакомился, учась на третьем курсе Щепкинского училища. В 1955 году они поженились и прожили вместе 53 года, до самой смерти актёра. Его жена Инна Борисовна окончила Московскую консерваторию, была музыкантом оркестра ЦТСА, а затем преподавала скрипку в музыкальной школе. В 1957 году в семье Ферапонтовых родился сын Борис (ум. в 2018 году), ставший преподавателем иностранных языков.

## Фильмография
- 1957 — Коммунист — часовой
- 1959 — Тоже люди — французский солдат
- 1960 — Мичман Панин — радист
- 1962 — Кубинская новелла — охранник банка
- 1964 — Ноль три — Сёма, санитар
- 1964 — Рогатый бастион — Миша, жених Соньки
- 1964 — Негасимое пламя — пассажир (нет в титрах)
- 1965 — Лебедев против Лебедева — корреспондент
- 1965 — Двадцать шесть бакинских комиссаров — Анатолий Богданов
- 1965 — «Фитиль» № 38: «Без кондуктора» — водитель троллейбуса (нет в титрах)
- 1966 — Дикий мёд — Володя, танкист
- 1966 — Путешествие («Папа, сложи!») — приятель Сергея с гитарой
- 1966 — Сказка о царе Салтане — корабельщик
- 1966 — Я солдат, мама — дежурный по кухне
- 1967 — Путь в «Сатурн» — Грибков
- 1967 — Разбудите Мухина! — комментатор гладиаторских боёв
- 1967 — Возмездие — адъютант Кузьмича
- 1967 — Конец «Сатурна» — Грибков
- 1969 — Адъютант его превосходительства — поручик
- 1969 — Старый знакомый — физик-бородач
- 1969 — Золото — Мырко, кондуктор
- 1970 — О друзьях-товарищах — Ферапонт, заговорщик
- 1970 — Опекун — телеведущий
- 1971 — 12 стульев (Л. Гайдай) — шахматист в клетчатом пиджаке / гитарист в театре «Колумб»
- 1971 — У нас на заводе — Василенко, строитель корабля
- 1972 — Меченый атом — милиционер на посту ГАИ на станции Проня
- 1973 — Капля в море — Володя Синицын, папа Вити
- 1974 — Фронт без флангов — солдат с балалайкой
- 1974 — Стоянка — три часа — Крапивин
- 1975 — Не может быть! — мандолинист на свадьбе
- 1975 — Без права на ошибку — Сергей Иванович Бухтин, капитан милиции
- 1976 — 12 стульев (М. Захаров) — милиционер
- 1976 — Безотцовщина — Вишняков, председатель колхоза
- 1977 — А у нас была тишина… — однополчанин Манефы
- 1977 — Хождение по мукам — генерал Кутепов
- 1978 — Особых примет нет — исполнитель романса под гитару (нет в титрах)
- 1979 — Опасные друзья — Пётр Иванович, полковник, начальник колонии
- 1979 — Выстрел в спину — Ванин
- 1980 — Мелодия на два голоса — водитель-частник
- 1981 — Кольцо из Амстердама — Владимир Петрович Доценко, моряк
- 1981 — Через Гоби и Хинган — генерал-майор
- 1981 — В последнюю очередь — Аполлинарий, официант
- 1982 — Загадка Кальмана — дирижёр
- 1983 — Тревожный вылет — Николай Самохвалов, прапорщик
- 1983 — Подросток — начальник тюрьмы
- 1984 — Блистающий мир — Агассиц, директор цирка
- 1985 — Битва за Москву — Павлов
- 1986 — Борис Годунов — Хрущов, боярин
- 1986 — Секунда на подвиг — Самохин
- 1987 — Раз на раз не приходится — поп
- 1987 — Девушки из «Согдианы» — продавец газет Семён
- 1988 — Верными останемся — Ференц
- 1989 — Визит дамы — начальник железнодорожной станции
- 1990 — Неизвестные страницы из жизни разведчика — спутник Владимира
- 1990 — Футболист — Миша, друг Олега Норова
- 1991 — Тень, или Может быть, всё обойдётся — полицейский
- 1991 — «Фитиль» № 347: «Криминальное танго» — Керосинин
- 1992 — На Дерибасовской хорошая погода, или На Брайтон-Бич опять идут дожди — молдавский мафиози Кодряну
- 1992 — Устрицы из Лозанны — начальник колонии
- 1994 — Маэстро вор — Трофимов
- 1995 — Трамвай в Москве (короткометражный) — работник трамвайного депо

## Озвучивание мультфильмов
- 1971 — Чебурашка — Крокодил Гена (вокал) / почтальон
- 1973 — Василёк — один из пехотинцев
- 1974 — Шапокляк — Крокодил Гена (вокал) / контролёр / директор фабрики / туристы-браконьеры
- 1974 — Волшебник Изумрудного города — Трусливый Лев (2-4 серии)
- 1974 — Федорино горе — самовар
- 1975 — Алдар-Косе — Алдар-Косе
- 1979 — Дядюшка Ау — Дядюшка Ау (вокал)
- 1980—1981 — Ну, погоди! («телевыпуски») — Волк
- 1982 — Ходжа Насреддин (фильм первый) — визирь
- 1984 — Охотник до сказок — солдат
- 1985 — Два билета в Индию — шофёр грузовика
- 1986 — Новоселье у Братца Кролика — Братец Медведь
- 1987 — Приключения пингвинёнка Лоло — браконьер
- 1989 — Шёл по дорожке воробей — волки
- 1991 — Иван-Царевич и Серый волк — царь Далмат
- 1991 — Прогрессивный столбняк (Фитиль № 344) — проверяющий
- 1992 — Просто цирк (Фитиль № 357) — конферансье
- 1993 — Шут Балакирев — Пётр I
- 1993 — Ванюша и великан — Богатырь / Дракон
- 1994 — Фантазёры из деревни Угоры — голова Змея Горыныча
- 1994 — Весёлая карусель № 27. Кто первый? — дед
- 1995 — Три связки соломы — трактирщик / европейский торговец
- 2006 — Князь Владимир — писарь, читавший лже-послание / один из старцев
- 2007 — Сказка про волка — Волк-дедушка
- 2013 — Чебурашка — Крокодил Гена

## Компьютерные игры
- 2007 — В гостях у пони — помощник[5]